# Charles av Bourbon

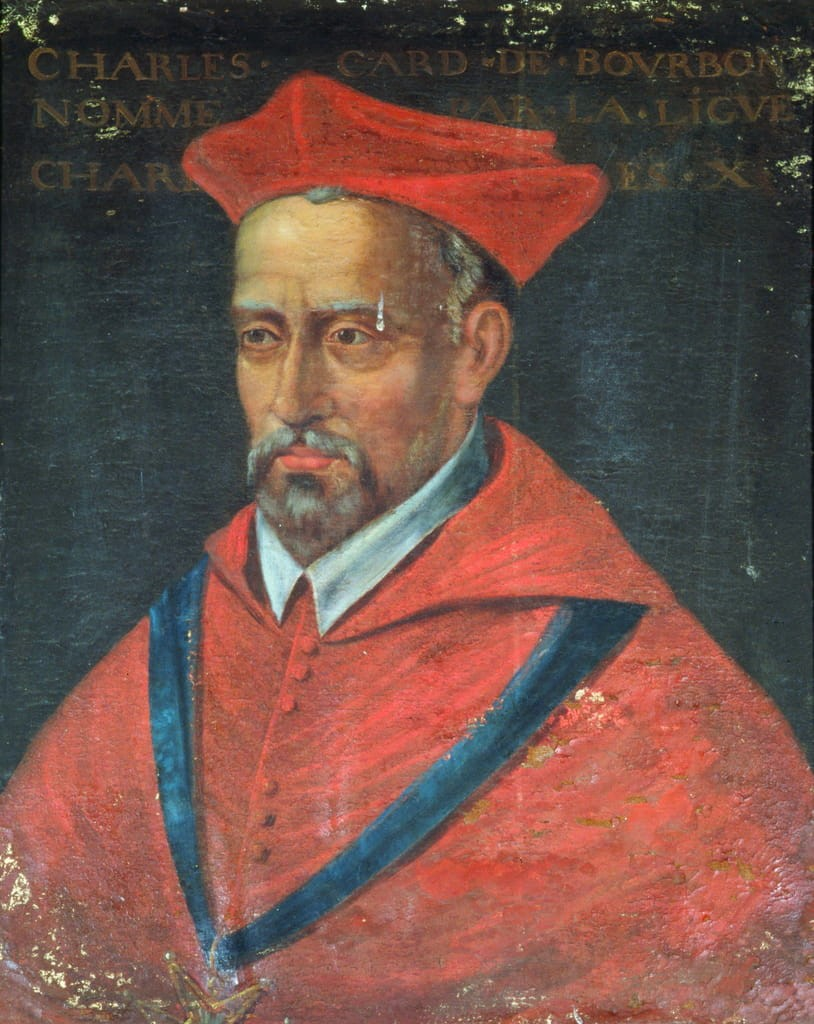
Charles de Bourbon

Charles, kardinal av Bourbon, född 22 december 1523 och död 9 maj 1590, var en fransk kardinal. Charles av Bourbon var son till hertigen av Vendôme Karl IV av Bourbon, samt bror till kungen av Navarra Anton av Bourbon och prinsen av Condé Louis I av Bourbon.
Charles ingick som ung i det prästerliga ståndet och blev kardinal. Av de katolska makterna antogs han 1584 som tronföljare efter Henrik III av Frankrike som den närmast arvsberättigade katolske prinsen. Efter Henriks död hyllades han av den heliga ligan som dess kung under namn av "Karl X". 
Han avled dock redan följande år, och katolska ligan utsåg nu istället hans brorson, Charles av Bourbon-Condé och son till Louis I av Bourbon till tronkrävare. Denne hade dock ännu mindre framgång än farbrodern i sina tronanspråk.